# Noord-Spierdijk
Noord-Spierdijk  is een buurtschap in de gemeente Koggenland, in de Nederlandse provincie Noord-Holland.
De buurtschap valt formeel onder het dorp Spierdijk. De plaats is gelegen in het verlengde van dat dorp. De buurtschap loopt tot aan het gehucht Zandwerven. De buurtschap is vooral agrarisch. Bij een van de bochten staan een groep huizen bij elkaar, de huizen liggen los van de Noordspierdijkerweg, aan een eigen weg wat in de volksmond de Wilgenbocht (of Bananenbocht) wordt genoemd. De naam komt van het feit dat de bocht gescheiden werd en wordt door wilgen van de eigenlijke weg.
De plaatsnaam is afgeleid van de grondlaag die bij de plaats voorkwam. Spier verwijst naar de taaie bovenste laag van zeeklei die bedekt is met veen. Door de taaie aard van de spier is het geschikt voor het maken van dijken en/of het ophogen ervan. Ook de dijk van plaats is hiervan gemaakt.
Van 1979 tot 2007 behoorde Noord-Spierdijk tot de gemeente Wester-Koggenland, die per 2007 is gefuseerd tot de gemeente Koggenland.
Dorpen: Avenhorn · Berkhout · Bobeldijk · De Goorn (gemeentehuis) · Grosthuizen · Hensbroek · Obdam · Oudendijk · Rustenburg · Scharwoude · Spierdijk · Ursem · Wogmeer · Zuidermeer

Buurtschappen: Berkmeer · Baarsdorpermeer · De Hulk (deels) · Kathoek · Noord-Spierdijk · Noorddijk · Noordermeer · Obdammerdijk · Oosteinde

Gehuchten: Oostmijzen · Zuid-Spierdijk
Noord-Holland: Steden en dorpen in Noord-Holland      Nederland: Provincies · Gemeenten